# ランカイ屋
ランカイ屋（ランカイや、覧会屋）は、近代の日本において博覧会の展示や演出、興行などを専門的に取り仕切った企業及び個人のことである。明治時代に徐々に表れ始め、大正時代以降に本格的に活動した。現在では、テントを張って営業するテキヤや、あるいはテントを使った催事場の建設・演出をする業者を指すこともある。

## 概要
博覧会自体は明治時代から開催されており、ランカイ屋の原型ともいえる者も存在していたが、当時は開催回数が少なく、その活躍は限られていた。大正時代以降、百貨店や鉄道関係の会社、新聞社が次々と博覧会を主催者するようになったことで、ランカイ屋は本格的に博覧会の演出を行う一群として活動し始めた。ランカイ屋の一人であった中村童二は、ランカイ屋の種類を次の四つに分けている。
- 各地の博覧会事務局を訪ねて、企画や宣伝の段取りをこなす者。内外の事情に通じていて、工事関係者にも顔が利く。
- 現場の工事を請け負う、装飾・建設関係の会社関係
- ふとしたきっかけで博覧会にかかわり、博覧会を追いかけて建設・装飾関係の会社のもとで働くようになったとび職などの職人たち
- 会場内で見世物を行う香具師や棟割長屋の売店を借りて商売する人たち

ランカイ屋はこのような一群の下で大正期から昭和時代まで活動を続けていた。しかし、高度経済成長を迎えるころは、大阪万博に象徴されるように、広告業者や大手企業が演出に携わるようになり、ランカイ屋は徐々に姿を消していった。

## 主なランカイ屋
- 八日市屋清太郎
- 中村童二
- 鍛冶藤信
- 櫛引弓人

## 主なランカイ屋企業
- 乃村工藝社